# Раутаваара (община)
Раутаваара (фин. Rautavaara) — община в провинции Северное Саво, губерния Восточная Финляндия, Финляндия. Общая площадь территории — 1 234,96 км², из которых 85 км² — вода.

## Демография
На 31 января 2011 года в общине Раутаваара проживают 1864 человек: 1018 мужчин и 846 женщин.
Финский язык является родным для 99,63% жителей, шведский — для 0%. Прочие языки являются родными для 0,37% жителей общины.
Возрастной состав населения:
- до 14 лет — 10,84%
- от 15 до 64 лет — 58,1%
- от 65 лет — 31,49%

Изменение численности населения по годам:
| Год  | Численность |
| ---- | ----------- |
| 1980 | 3468        |
| 1990 | 2977        |
| 2000 | 2377        |
| 2010 | 1872        |
| 2011 | 1864        |